# Spirorbis dagmar
Spirorbis dagmar är en ringmaskart som beskrevs av Ziegler 1984. Spirorbis dagmar ingår i släktet Spirorbis och familjen Serpulidae. Inga underarter finns listade i Catalogue of Life.